# Torneo di Wimbledon 2021 - Singolare maschile in carrozzina
Gustavo Fernández era il campione in carica, ma è stato sconfitto in semifinale da Gordon Reid.
Joachim Gérard ha conquistato il titolo, battendo in finale Gordon Reid con il punteggio di 6-2, 7–6(2).

## Teste di serie
1. Shingo Kunieda (quarti di finale)

1. Alfie Hewett (quarti di finale)

## Tabellone

### Legenda
| - Q = Qualificato - WC = Wild card - LL = Lucky loser | - ALT = Alternate - SE = Special Exempt - PR = Protected Ranking | - w/o = Walkover - r = Ritirato - d = Squalificato |

|  | Quarti di finale | Quarti di finale  | Quarti di finale  | Quarti di finale | Quarti di finale |  |  | Semifinali | Semifinali        | Semifinali      | Semifinali     | Semifinali     |   |   | Finale | Finale      | Finale      | Finale | Finale |  |
|  |                  |                   |                   |                  |                  |  |  |            |                   |                 |                |                |   |   |        |             |             |        |        |  |
|  | 1                | Shingo Kunieda    | 6                 | 2                | 3                |  |  |            |                   |                 |                |                |   |   |        |             |             |        |        |  |
|  |                  | Gordon Reid       | 1                 | 6                | 6                |  |  |            | Gordon Reid       | 6               | 0              | 6              |   |   |        |             |             |        |        |  |
|  |                  | Nicolas Peifer    | Nicolas Peifer    | 2                | 4                |  |  |            | Gustavo Fernández | 4               | 6              | 2              |   |   |        |             |             |        |        |  |
|  |                  | Gustavo Fernández | Gustavo Fernández | 6                | 6                |  |  |            |                   |                 |                |                |   |   |        | Gordon Reid | Gordon Reid | 2      | 62     |  |
|  | WC               | Tom Egberink      | 7                 | 2                | 1                |  |  |            |                   |                 | Joachim Gérard | Joachim Gérard | 6 | 7 |        |             |             |        |        |  |
|  |                  | Stéphane Houdet   | 5                 | 6                | 6                |  |  |            | Stéphane Houdet   | Stéphane Houdet | 5              | 616            |   |   |        |             |             |        |        |  |
|  |                  | Joachim Gérard    | 7                 | 3                | 6                |  |  |            | Joachim Gérard    | Joachim Gérard  | 7              | 7              |   |   |        |             |             |        |        |  |
|  | 2                | Alfie Hewett      | 5                 | 6                | 3                |  |  |            |                   |                 |                |                |   |   |        |             |             |        |        |  |